# Tyler Breeze
Mattias Clement (Vancouver, Columbia Británica, 19 de enero de 1988), conocido como Tyler Breeze, es un luchador profesional canadiense.  Actualmente trabaja como entrenador para la empresa WWE. En la misma compañía, también laboró como luchador profesional de 2010 a 2021, destacando un reinado como Campeón Peso Pesado de Florida de FCW, mismo que obtuvo en el extinto territorio de desarrollo Florida Championship Wrestling (FCW), donde se presentó con el nombre de Mike Dalton.

## Carrera

### Inicios (2007–2010)
Hizo su debut para Power Zone Wrestling en 2007 bajo el nombre de "Mattias Wild". Su primera lucha el 25 de abril de 2007 fue contra Rage O'Reilly, a quien derrotó para lograr su primera victoria.
Desde el 2 de abril al 5 de abril, Clement luchó en el evento de caridad Wrestling with Hunger, que fue organizado por NWA Extreme Canadian Championship Wrestling. El 2 de mayo Clement ganó una lucha contra Alex Plexis para calificar para la primera ronda de la 2009 Pacific Cup, perdió entonces en la primera ronda ante Billy Suede el 6 de junio de 2009. El 5 de septiembre de 2009 perdió una lucha en parejas con Dan Myers contra el equipo de Jamie Diaz y Nick Price, fue una lucha de primera ronda por el Campeonato en Parejas de la ECCW, que Clement perdió. Los equipos se enfrentaron uno contra el otro con el mejor resultado para Jamie Diaz y Nick Price, quienes se hicieron llamar "The Icons". El 3 de octubre de 2009 Clement luchó su último combate antes de que se fuera a la Prairie Wrestling Alliance contra "Ravenous" Randy Myers, que perdió. Mientras él era un luchador de ECCW también fue entrenado por Lance Storm en Calgary, Alberta.
Después de que compitió en la Prairie Wrestling Alliance, regresó para una último lucha el 11 de septiembre de 2010, que perdió ante Billy Suede.

### World Wrestling Entertainment / WWE

#### Florida Championship Wrestling (2010-2012)
Clement hizo su debut en Florida Championship Wrestling el 2 de diciembre de 2010 en un evento en vivo. Después de pasar por varios nombres, Clement hizo su debut en la televisión como Mike Dalton en el episodio del 17 de julio de 2011 de FCW TV en una derrota ante Alexander Rusev. Obtuvo su primera victoria en FCW el 17 de noviembre de 2011 contra Peter Orlov. El 15 de diciembre, Dalton ganó una batalla real para ganarse el derecho a competir por el Campeonato Peso Pesado de Florida de la FCW. Desafió a Leo Kruger pero perdió la lucha. Dalton ganó el Campeonato Peso Pesado de Florida de la FCW el 2 de febrero de 2012 cuando derrotó a Kruger. Su reinado duró 21 días y perdió la revancha y el cinturón ante Kruger.

#### NXT (2012-2015)
Cuando WWE renombró FCW como NXT Wrestling, Dalton debutó como un jobber en la reiniciada WWE NXT filmada en la Full Sail University, donde hizo equipo con CJ Parker en una derrota ante The Ascension (Kenneth Cameron y Conor O'Brian). En el episodio del 1 de agosto de 2012 de NXT, Dalton hizo equipo con Jason Jordan y derrotó al equipo de Hunico y Camacho. En el episodio del 29 de agosto de NXT, Dalton y Jordan perdieron en una revancha contra Hunico y Camacho.
En el episodio del 24 de julio de 2013 de NXT, Clement debutó un nuevo gimmick como Tyler Breeze, un modelo narcisista obsesionado con tomarse selfies, incluso durante luchas. Una de sus influencias para la creación del personaje fue el luchador Gorgeous George. En el episodio del 8 de diciembre de NXT Breeze empezó un feudo con Adrian Neville tras costarle el Campeonato de la NXT en una lucha de leñadores. El feudo culminó en una lucha un par de semanas más tarde que ganó Neville. En NXT Arrival debía enfrentarse a Xavier Woods, pero ambos fueron atacados por Alexander Rusev. En las semanas siguientes Breeze continuó su feudo con Woods incluso atacándolo antes de su lucha con Rusev, antes de que los dos se enfrentaron en un episodio de NXT en el que ganó Breeze.
En el episodio del 8 de mayo de NXT, Breeze participó en una batalla real de 20 hombres por una oportunidad por el Campeonato de NXT y estuvo implicado en un triple empate. Como resultado, se enfrentó a los otros dos ganadores, Sami Zayn y Tyson Kidd en un triple-threat match en el siguiente episodio de NXT, donde ganó Kidd para convertirse en el contendiente #1. En NXT TakeOver, Zayn se enfrentó a Breeze en otra lucha para decidir al contendiente #1, donde ganó Breeze. A mediados de junio, Breeze sufrió un dedo roto que lo mantuvo fuera de acción por un mes. Regresó en el episodio del 24 de julio de NXT, derrotando a Mojo Rawley. Breeze enfrentó a Neville por el Campeonato de NXT en el episodio del 14 de agosto de NXT, pero no tuvo éxito después de que Kidd interfirió y causó una descalificación. Breeze, junto con Zayn y Kidd entonces una vez más desafiaron sin éxito por el título en NXT TakeOver: Fatal 4-Way. Antes de esto, Breeze hizo su debut en el roster principal en el episodio del 8 de septiembre de Raw, haciendo equipo con Kidd en una lucha contra Neville y Zayn como publicidad para TakeOver: Fatal 4-Way. Entre TakeOver: Fatal 4-Way y NXT TakeOver: R Evolution, Breeze no fue reservado en ningún feudo y en el episodio del 18 de diciembre de NXT, se emitió una viñeta por teléfono de Breeze, alegando que estaba tomando un breve descanso de NXT para modelar en el extranjero. Volvió en el episodio del 8 de enero de NXT, derrotando al debutante Chad Gable. El 21 de enero, Breeze fue derrotado por Hideo Itami en un torneo para determinar al contendiente #1 por el Campeonato de NXT. Esto llevó a una revancha en TakeOver:Rival, que fue de nuevo ganada por Itami. El feudo de Breeze con Itami continuó y los dos junto con Finn Bálor se colocaron en un triple threat match para determinar al contendiente #1 al Campeonato de NXT en TakeOver: Unstoppable. Antes de la lucha en TakeOver, Itami fue atacado en el estacionamiento. Esto hizo que la lucha se redujera a entre Breeze y Bálor, que fue ganada por Bálor.

#### Etapa individual en el roster principal (2015-2016)
El 22 de octubre en SmackDown, Breeze hizo su debut en el roster principal de la WWE durante un segmento de Miz TV, en donde se unió a Summer Rae y atacó a Dolph Ziggler. El 9 de noviembre en RAW, Breeze hizo su debut en el ring durante la primera ronda de un torneo por el vacante Campeonato Mundial Pesado de la WWE (el cual quedó vacante debido a una lesión del entonces campeón Seth Rollins), pero fue vencido por Dean Ambrose. El 16 de noviembre en RAW, Breeze ganó su primer combate al vencer a R-Truth. También ganó su primer combate en SmackDown al derrotar a Zack Ryder el 19 de noviembre, pero después del combate fue atacado por Dolph Ziggler. En Survivor Series, Breeze derrotó a Ziggler, siendo esta su primera lucha y victoria en un evento PPV. La noche siguiente en RAW, Breeze tuvo su primer combate por equipos desde que debutó en el roster principal haciendo equipo con Kevin Owens, pero fueron derrotados por Ziggler y Dean Ambrose. El 26 de noviembre en SmackDown, Breeze se enfrentó a Ziggler y Ambrose en una Triple Amenaza por una oportunidad por el Campeonato Intercontinental de Kevin Owens, pero Ambrose fue el ganador del combate. El 31 de diciembre en SmackDown Breeze y Summer Rae amigablemente decidieron separarse para seguir con sus carreras individuales.
El 24 de enero en Royal Rumble, Breeze participó en su primer Royal Rumble Match (en el cual estaba en juego por segunda vez en la historia el Campeonato Mundial Pesado de la WWE) como el número 4 y duro más de un minuto antes de ser eliminado por Roman Reigns y AJ Styles. El 15 de febrero en Raw, se enfrentó a Dean Ambrose, Kevin Owens, Dolph Ziggler y Stardust en una lucha por el Campeonato Intercontinental, pero el ganador fue Owens. En WrestleMania 32, Breeze compitió en una Battle Royal en honor a André the Giant, pero fue eliminado por Mark Henry. El 21 de abril en Superstars recibió una oportunidad por el Campeón de los Estados Unidos ante Kalisto, pero fue derrotado.

#### Breezango (2016-2021)
El 28 de abril en SmackDown, Breeze formó una alianza con R-Truth. El 2 de mayo en Raw, venció a Goldust gracias a la distracción de R-Truth, donde se hicieron llamar The Gorgeous Truth. El 12 de mayo en SmackDown, Breeze y Truth se enfrentarían a Goldust y Fandango, pero terminó en Breeze y Fandango aliándose al atacar a Truth y Goldust. El 16 de mayo en Raw, Breeze y Fandango derrotaron a The Golden Truth (Truth y Goldust), debido a que Truth atacó accidentalmente a Goldust. El 26 del mismo mes, Breezango (Breeze y Fandango) nuevamente derrotaron a The Golden Truth. Finalmente, en Money in the Bank, Golden Truth derrotó a Breezango, debido a que estos entraron al ring con quemaduras (kayfabe), causadas por culpa de Goldust al ajustar su máquina de bronceado. El 19 de julio en el episodio especial de SmackDown, fue enviado a la marca del programa antes mencionado siendo promovido en el Draft, siendo escogido por la nueva autoridad de la marca en el Draft 2016 junto a Fandango. Tyler Breeze peleo contra Ricochet en NXT el 12 de diciembre de 2018 para una oportunidad por el North American Championship.Actualmente lucha en WWE Main Event donde consiguió victorias contra Mojo Rawley y últimamente contra EC3.
El 25 de abril de 2019, Breeze comenzó a aparecer en los eventos en vivo de NXT. El 1 de mayo, en las grabaciones de NXT, Breeze regresó a la televisión NXT, donde interrumpió al campeón norteamericano de NXT, The Velveteen Dream, se tomó una selfie con él y luego lo atacó. Ambos se enfrentaron en una pelea por el campeonato norteamericano el 1 de junio de 2019, en el evento NXT TakeOver: XXV, donde fue vencido por The Velveteen Dream. El 14 de junio, Breeze logró una victoria ante Jaxson Ryker, uno de los integrantes de The Forgotten Sons. Después del encuentro, fue atacado por Steve Cutler y Wesley Blake, los demás integrantes de este equipo. Para sorpresa, Fandango apareció corriendo por la rampa y entró al ring para ayudar a Breeze a hacerle frente a los tres luchadores, para la siguiente semana reunirse como equipo con Fandango para derrotar a The Forgotten Sons(Steve Cutler & Wesley Blake). El 4 de septiembre en NXT, junto a Fandango derrotaron a Chase Parker & Matt Martel.
El 10 de enero de 2020, debutó en 205 Live, derrotando a Tony Nese. En el NXT del 15 de enero de 2020 se enfrentó a Lio Rush & Isaiah "Swerve" Scott en una Triple Threat Match por una oportunidad al Campeonato PesoCrucero de NXT de Angel Garza en una Fatal-4 Way Match en Worlds Collide, sin embargo ganó Scott. En el 205 Live del 17 de enero derrotó a Ariya Daivari. El 25 de junio de 2021, Breeze, y Fandango, fueron liberados de sus contratos con WWE.

### Regreso a WWE (2022)
En octubre de 2022, Breeze reveló que había comenzado a trabajar como entrenador para el WWE Performance Center. También se reincorporó al canal de YouTube UpUpDownDown de Xavier Woods, del que se convirtió en coanfitrión, un papel que no le impidió aceptar reservas independientes externas. Luego fue confirmado como superestrella jugable y gerente general jugable en WWE 2K23.

## Otros medios
Clement aparece en una versión actualizada del video del grupo The Chainsmokers de su canción «Selfie» en 2014; pero no en el video musical original. Tyler aparece en los videojuegos de WWE, WWE 2K16, WWE 2K17, WWE 2K18, WWE 2K19 y WWE 2K20 como personaje jugable.

## Campeonatos y logros
- Florida Championship Wrestling
  - FCW Florida Heavyweight Championship (1 vez)[5]
  - FCW Florida Tag Team Championship (1 vez) – con Leakee

- Prairie Wrestling Alliance
  - PWA Tag Team Championship (1 vez) – con Dan Myers[7]

- WWE
  - NXT Tag Team Championship (1 vez) - con Fandango